# San Miguel Taimeo
San Miguel Taimeo är en ort i Mexiko.   Den ligger i kommunen Zinapécuaro och delstaten Michoacán de Ocampo, i den södra delen av landet, 180 km väster om huvudstaden Mexico City. San Miguel Taimeo ligger 1 993 meter över havet och antalet invånare är 936.
Terrängen runt San Miguel Taimeo är huvudsakligen kuperad, men västerut är den platt. Runt San Miguel Taimeo är det ganska tätbefolkat, med 90 invånare per kvadratkilometer. Närmaste större samhälle är Zinapécuaro, 3,8 km nordväst om San Miguel Taimeo. I omgivningarna runt San Miguel Taimeo växer i huvudsak blandskog.